# Кипячка (Тернопольская область)
Кипячка (укр. Кип'ячка) — село в Великогаевской сельской общине Тернопольского района Тернопольской области Украины.
Село основано в 1532 году.
Население по переписи 2001 года составляло 235 человек. Почтовый индекс — 47742. Телефонный код — 352.